# أنتوني فان دن هارك
أنتوني فان دن هارك (19 يناير 1993 في هولندا - ) هو لاعب كرة قدم هولندي في مركز الهجوم. لعب مع إف سي آيندهوفن ودين بوستش.

## وصلات خارجية
- أنتوني فان دن هارك على موقع اتحاد السويد (السويدية)
- أنتوني فان دن هارك على موقع اتحاد تركيا (لاعب) (الإنجليزية)
- أنتوني فان دن هارك على موقع قاعدة بيانات كرة القدم.إي يو (الإنجليزية)
- أنتوني فان دن هارك على موقع ناشيونال فوتبول تيمز (الإنجليزية)
- أنتوني فان دن هارك على موقع Soccerway.com (الإنجليزية)
- أنتوني فان دن هارك على موقع عالم كرة القدم.نت (الإنجليزية)